# Список эпизодов телесериала «Грешница»
Список эпизодов телесериала «Грешница», премьера которого состоялась на канале USA Network 2 августа 2017 года.
На 27 января 2020 года вышло 16 серий телесериала Грешница.

## Эпизоды

### Сезон 1 (2017)
| № общий | № в сезоне | Название              | Режиссёр       | Автор сценария              | Дата премьеры    | Зрители в США (млн) |
| ------- | ---------- | --------------------- | -------------- | --------------------------- | ---------------- | ------------------- |
| 1       | 1          | «Part I» «Глава 1»    | Антонио Кампос | Дерек Симондс               | 2 августа 2017   | 1.63                |
| 2       | 2          | «Part II» «Глава 2»   | Антонио Кампос | Дерек Симондс               | 9 августа 2017   | 1.41                |
| 3       | 3          | «Part III» «Глава 3»  | Антонио Кампос | Дерек Симондс               | 16 августа 2017  | 1.64                |
| 4       | 4          | «Part IV» «Глава 4»   | Брэд Андерсон  | Лиз В. Гарсиа               | 23 августа 2017  | 1.76                |
| 5       | 5          | «Part V» «Глава 5»    | Шерин Дабис    | Джесси МакКиоун             | 30 августа 2017  | 1.84                |
| 6       | 6          | «Part VI» «Глава 6»   | Джоди Ли Лайпс | Том Пабст                   | 6 сентября 2017  | 1.84                |
| 7       | 7          | «Part VII» «Глава 7»  | Такер Гейтс    | Лиз В. Гарсиа               | 13 сентября 2017 | 1.84                |
| 8       | 8          | «Part VIII» «Глава 8» | Такер Гейтс    | Том Пабст & Джесси МакКиоун | 20 сентября 2017 | 2.44                |

### Сезон 4 (2021)
| № общий | № в сезоне | Название | Режиссёр | Автор сценария | Дата премьеры | Произв. код | Зрители в США (млн) |
| ------- | ---------- | -------- | -------- | -------------- | ------------- | ----------- | ------------------- |